# Grémio nacional
Grémio nacional era o organismo que dava concretização à organização corporativa das entidades patronais das empresas, sociedades ou firmas, singulares ou coletivas, que exerciam o mesmo ramo de atividade no comércio, na indústria ou na agricultura, em Portugal, durante o  Estado Novo.
De acordo com a lei, os grémios deviam «subordinar os respectivos interesses aos interesses da economia nacional em colaboração com o Estado e com os órgãos superiores da produção e do trabalho, e repudiar simultaneamente a luta de classes e o predomínio de plutocracias.»
Com o 25 de Abril de 1974, os Grémios seriam extintos, com a maioria dos mesmos sendo transformados em associações, muitas delas existindo até hoje.

## Grémios
- Grémio do Comércio de Exportação de Frutas (criado em 1933);[3]
- Grémio do Comércio de Exportação de Vinhos (criado em 1933);
- Grémio do Milho Colonial Português (criado em 1933);[4]
- Grémio dos Armadores da Pesca de Arrasto;
- Grémio dos Armadores da Pesca do Atum (criado em 1960);[5]
- Grémio dos Armadores de Navios da Pesca do Bacalhau (criado em 1935);[6]
- Grémio dos Importadores Armazenistas de Mercearia (criado em 1934);[7]
- Grémio dos Armazenistas de Vinhos (criado em 1935);[8]
- Grémio dos Exportadores de Frutas e Produtos Hortícolas da Ilha da Madeira (criado em 1935);[9]
- Grémio dos Exportadores de Frutas e Produtos Hortícolas de S. Miguel;
- Grémio dos Exportadores de Frutas e Produtos Hortícolas do Algarve;
- Grémio dos Exportadores de Frutos e Produtos Hortícolas do Algarve;
- Grémio dos Exportadores de Vinho do Porto (criado em 1933);[10]
- Grémio dos Industriais de Cerâmica (criado em 1939);[11]
- Grémio dos Industriais de Lanifícios da Covilhã;
- Grémio dos Industriais de Lanifícios de Castanheira de Pera;
- Grémio dos Industriais de Lanifícios do Norte;
- Grémio dos Industriais de Lanifícios do Sul;
- Grémio dos Industriais de Material Elétrico;[12]
- Grémio dos Industriais Metalúrgicos e Metalomecânicos do Sul (criado em 1960);[13]
- Grémio dos Industriais de Transportes em Automóveis (criado em 1942);[14]
- Grémio dos Produtores de Frutas da Região de Vila Franca de Xira (criado em 1935);[15]
- Grémio dos Proprietários de Barcas e Fragatas e Rebocadores dos Portos do Douro e Leixões;
- Grémio dos Proprietários de Fragatas e Batelões do Pôrto de Lisboa;
- Grémio dos Seguradores (criado em 1934);[16]
- Grémio Nacional da Imprensa Diária (criado em 1934);[17]
- Grémio Nacional da Imprensa Não Diária;
- Grémio Nacional da Imprensa Regional (criado em 1960);[18]
- Grémio Nacional da Indústria Vidreira;
- Grémio Nacional das Agências de Viagem e Turismo (criado em 1950);[19][20]
- Grémio Nacional das Atividades Publicitárias do Distrito de Lisboa;
- Grémio Nacional das Casas de Câmbio;
- Grémio Nacional das Casas de Saúde (criada em 1971);[21]
- Grémio Nacional das Empresas Mineiras (criada em 1970);[22]
- Grémio Nacional das Farmácias (criado em 1938);[23]
- Grémio Nacional dos Bancos e Casas Bancárias (criado em 1936);[24]
- Grémio Nacional dos Comerciantes de Artigos de Óptica;
- Grémio Nacional dos Comerciantes de Lãs e Fibras;
- Grémio Nacional dos Editores e Livreiros (criado em 1939);[25]
- Grémio Nacional dos Exportadores de Têxteis do Distrito do Porto;
- Grémio Nacional dos Importadores de Algodão em Rama (criado em 1938);[26]
- Grémio Nacional dos Importadores de Material Elétrico;
- Grémio Nacional dos Industriais da Eletricidade;
- Grémio Nacional dos Industriais de Alimentos Compostos para Animais (criado em 1967);[27]
- Grémio Nacional dos Industriais de Borracha (criado em 1938);[28]
- Grémio Nacional dos Industriais de Botões do Distrito do Porto;
- Grémio Nacional dos Industriais de Carnes do Distrito de Lisboa;
- Grémio Nacional dos Industriais de Confeitaria;
- Grémio Nacional dos Industriais de Electricidade (criado em 1960); [29]
- Grémio Nacional dos Industriais de Curtumes (criado em 1958);[30]
- Grémio Nacional dos Industriais de Cutelarias;
- Grémio Nacional dos Industriais de Especialidades Farmacêuticas (criado em 1939);[31]
- Grémio Nacional dos Industriais de Fósforos (criado em 1937);[32]
- Grémio Nacional dos Industriais de Fotografia;
- Grémio Nacional dos Industriais de Tipografia e Fotogravura (criado em 1939);[33]
- Grémio Nacional dos Industriais de Malhas (criado em 1963);[34]
- Grémio Nacional dos Industriais de Mármores, Granitos, Rochas similares e cantarias (criado em 1964);[35]
- Grémio Nacional dos Industriais de Massas Alimentícias, Bolachas e Chocolates;
- Grémio Nacional dos Industriais de Águas, Refrigerantes e Sumos de Frutos (criado em 1963);[36]
- Grémio Nacional dos Industriais de Produtos Fabricados de Arame;
- Grémio Nacional dos Industriais de Produtos Químicos para a Agricultura (criado em 1963);[37]
- Grémio Nacional dos Industriais de Reconstrução de Pneus (criado em 1966);[38]
- Grémio Nacional dos Industriais de Serração de Madeiras (inclui a Escola de Limagem e Afinação de Máquinas) (criado em 1962);[39]
- Grémio Nacional dos Industriais de Tintas e Vernizes (criado em 1970);[40]
- Grémio Nacional dos Industriais de Tomate;
- Grémio Nacional dos Industriais do Calçado;
- Grémio Nacional dos Industriais do Ensino da Condução Automóvel;
- Grémio Nacional dos Industriais do Fibrocimento;
- Grémio Nacional dos Industriais dos Lacticínios (criado em 1956);[41]
- Grémio Nacional dos Industriais Gráficos (criado em 1939);[42]
- Grémio Nacional dos Industriais Têxteis (criado em 1937);[34]
- Grémio Nacional dos Proprietários de Estabelecimentos do Ensino Particular;[43]
- Grémio Nacional Tabuense;
- União dos Grémios da Indústria Hoteleira e Similares do Sul;[44]
- União dos Grémios da Indústria Hoteleira e Similares do Norte;[44]
- União dos Grémios de Industriais e Exportadores de Produtos Resinosos (criado em 1939);[45]